# 子供

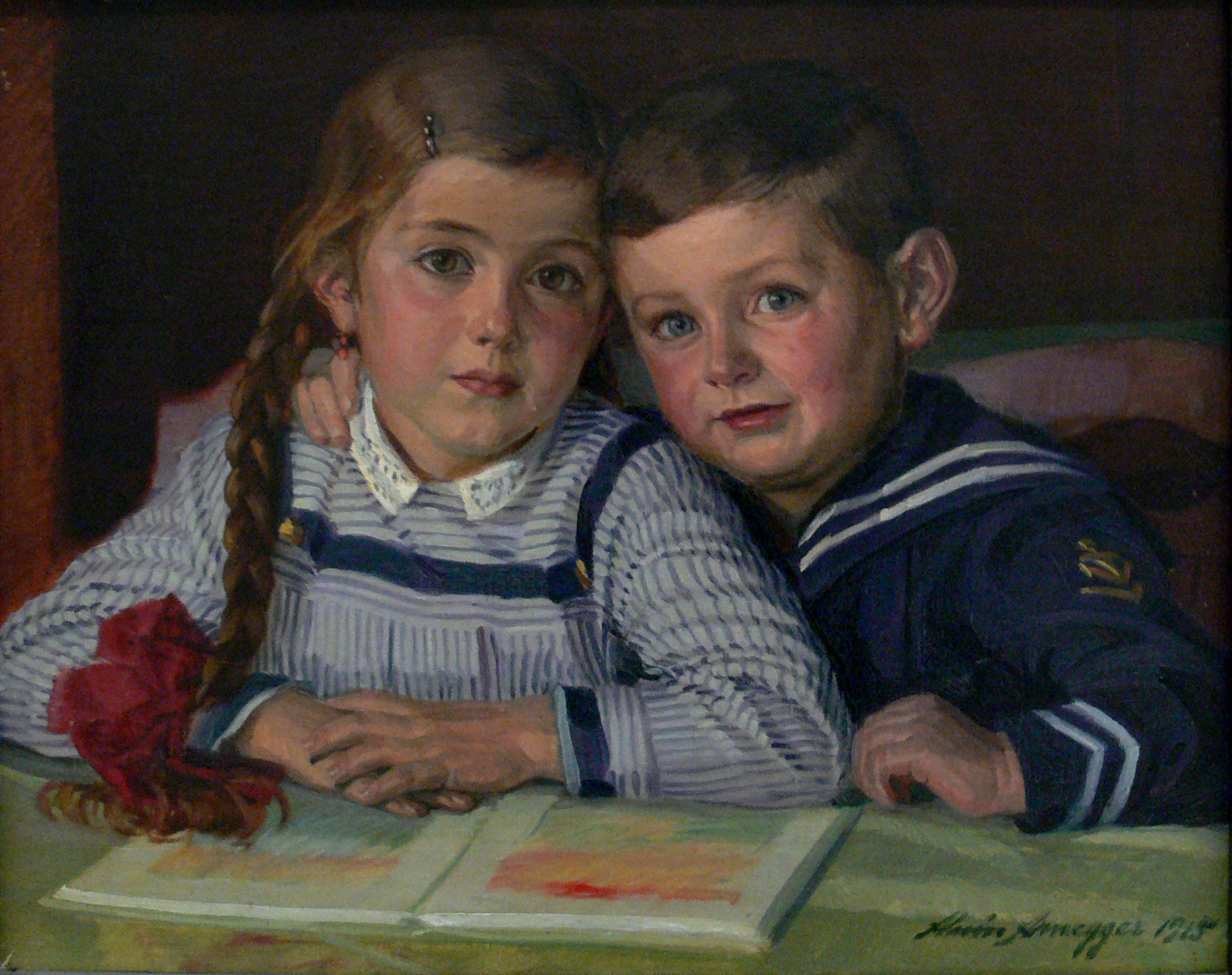
絵画に描かれた子供
（1915年、アルウィン・アーネガー画）
（フォアアールベルク州立博物館・オーストリア）

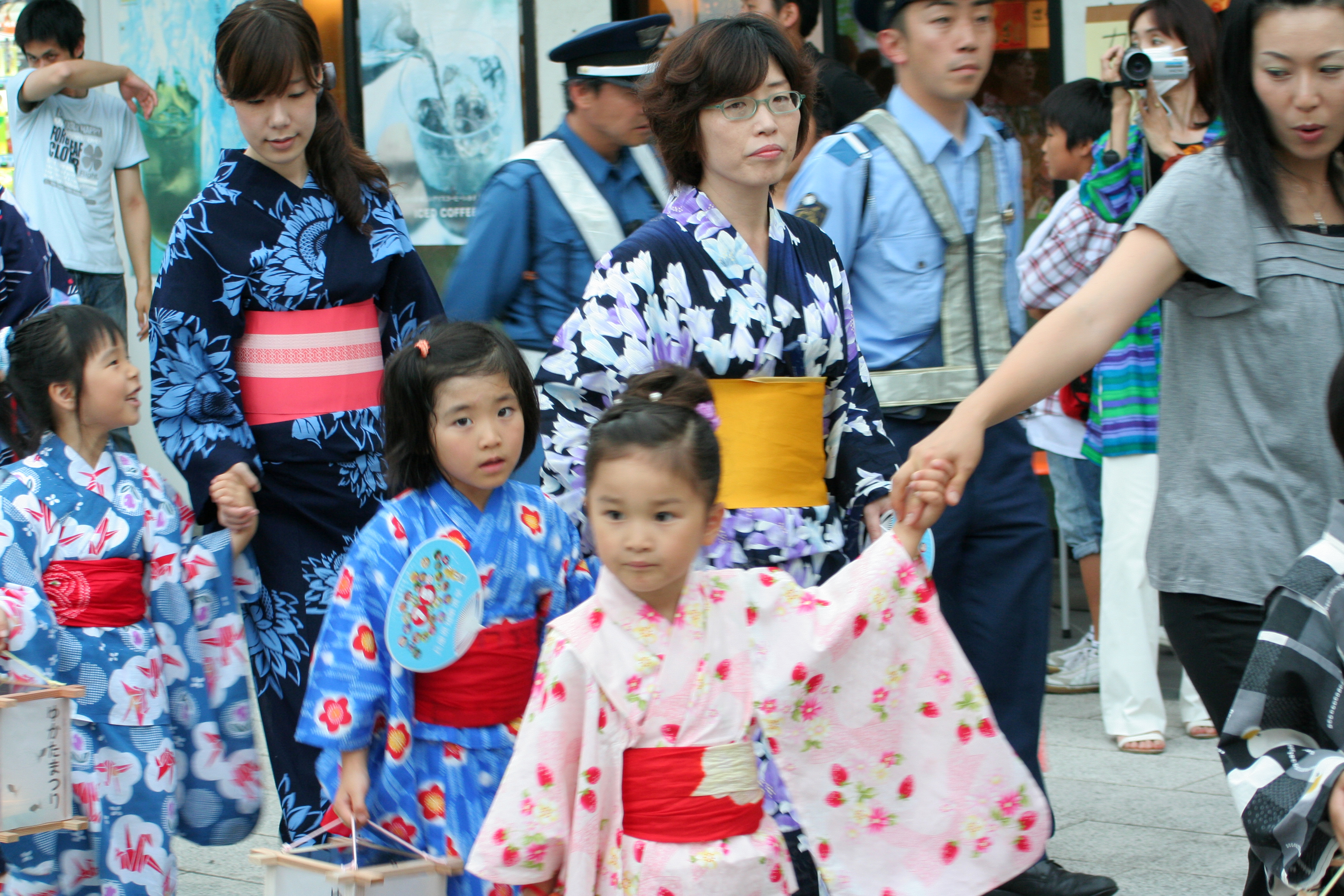
親に手をひいてもらいつつ、お祭りを楽しむ子供たち。（日本・2009年）

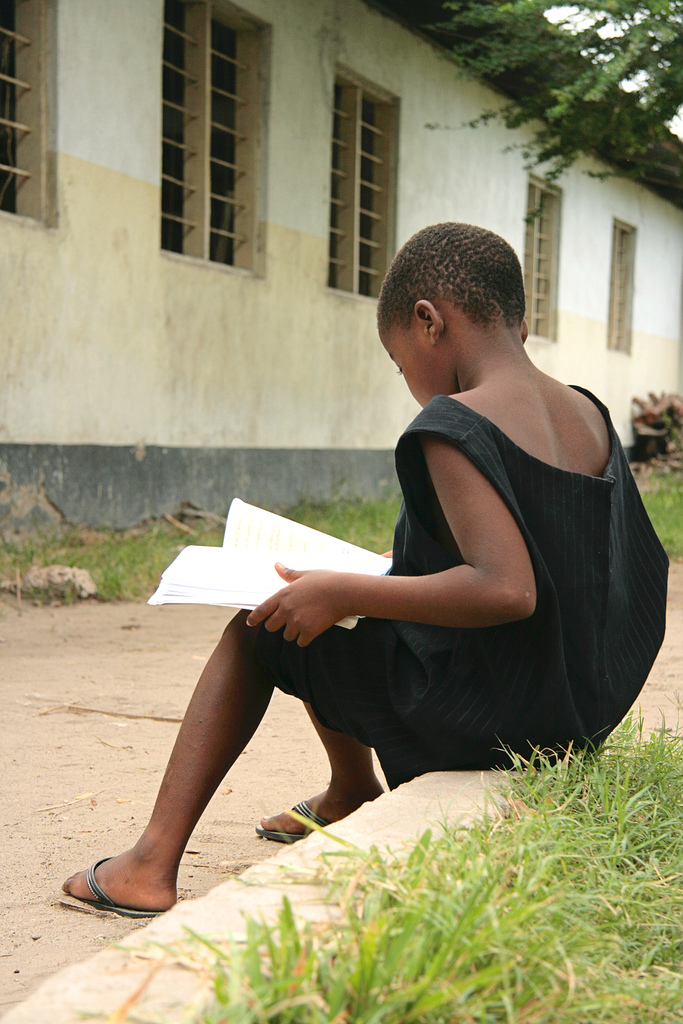
本を読む子供（タンザニア・2009年）

子供（）とは、次のことを言う。
- 自分がもうけた子[1]。親がもうけた子[2]。親と一対になる子。親に対する子。息子、娘。
- 何を基準として定義するかは場合によって大きく異なるが、一般的には17歳までの者のことを指す。

考え方によっては、胎児も出生前発育をしている生命として子供に含める場合もある。
また、親子や権威を持つ人物との相対的関係を表したり、氏族・民族または宗教内での関係を示す場合にも使われる。何らかの概念との関係を示すためにも使われ、「自然児」や「1960年代の子供」のように特定の時や場所または環境等の状況を受けている人の集団を指して用いられることもある。
思慮や行動などが幼く足りない者のことも指して使われる用語でもあり、幼稚さや要領・主体性の無さを表す言葉として「子供っぽい」「子供らしい」「子供の使い」等の慣用句もある。
なお、子供という単語は人間以外の動物にも使われたり、生物に限らない、大きいものと小さいものが組みになっている状態を指して「子持ち」という表現にも使われる。

## 自分の子、親と対になる意味の子
「子供」という言葉は、自分がもうけた子も指している。広辞苑第五版では「子供」の解説の第一にその意味を挙げている。大辞泉も「むすこ」（男性の子供）や「むすめ」（女性の子供）を挙げている。
また、書簡において、「子供」は謙譲語として用いられる。相手方を示すためには、「御子様（おこさま）」などの尊敬語が使われる。

## 法的・社会的な基準

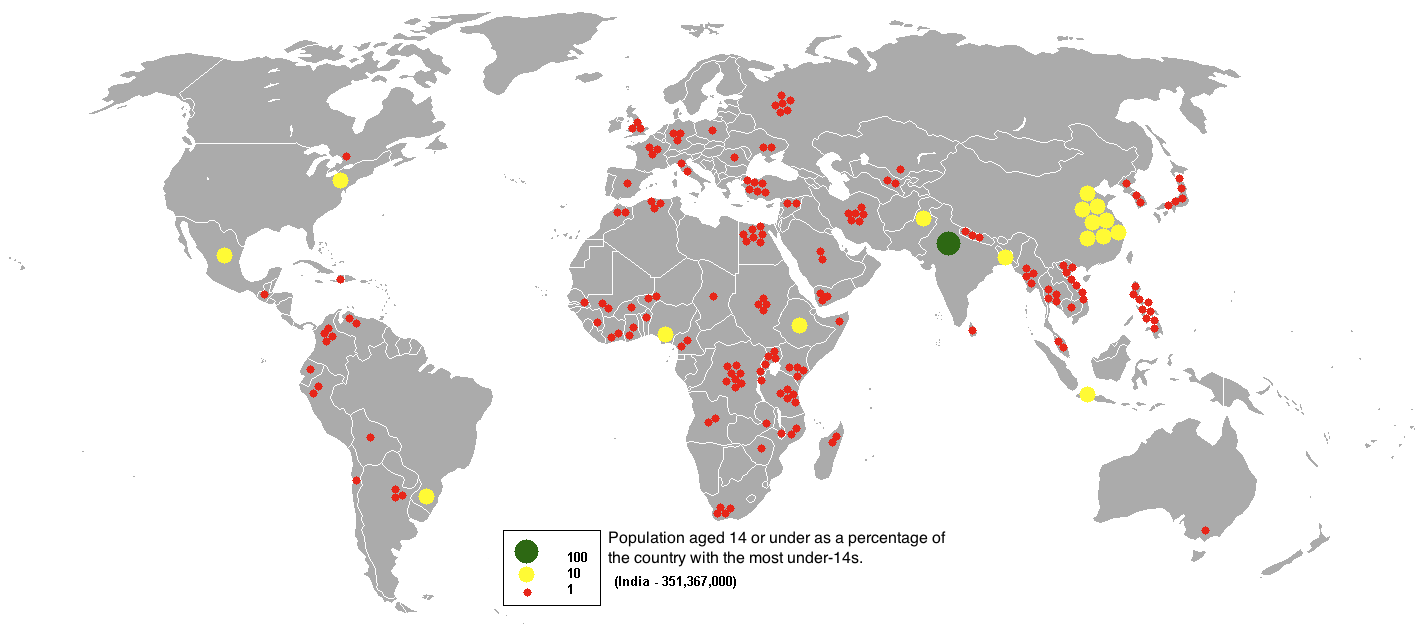
2005年における国別の15歳以下の人口

国際連合の児童の権利に関する条約（1989年の第44回国際連合総会で採択、1990年発効）第1条では、児童（＝子供）を以下のように定義している（日本国外務省公式邦訳）
同条約は、加盟196カ国のうちアメリカ合衆国を除く195カ国で批准されている（日本：1994年批准）。英語の用法では、胎児も子供の範疇に含める場合がある。
しかし、本来「子供」とその発達段階は明確に区分できない漸進的なものであり、その概念は歴史的に構築され、また社会や文化の相違が反映される。法律で大人と子供を定義する際には、個人の成熟度合いを考慮していては法的安定性が欠如するため一律の線引きを置く必要に迫られる。そのため、各法律の目的に沿って様々な用語を使いながら「子供」に対する個別の定義を行っている。

### 日本における定義・区分

日本の子供と家族（2003年）

日本では、民法第4条に「年齢十八歳をもって、成年とする。」と規定されており、満18歳未満（満17歳以下）が子供に該当する。かつて、1876年（明治9年）4月1日から2022年（令和4年）3月31日までは満20歳以上が成年と定めており、満20歳未満（満19歳以下）が子供に該当した。
ただし、選挙権などを除き、被選挙権（公職選挙法第10条に基づき満25歳以上：衆議院議員・都道府県議会議員・市区町村長・市区町村議会議員、満30歳以上：参議院議員・都道府県知事）、飲酒（二十歳未満ノ者ノ飲酒ノ禁止ニ関スル法律第1条に基づき満20歳以上）・喫煙（二十歳未満ノ者ノ喫煙ノ禁止ニ関スル法律第1条に基づき満20歳以上）などの一部の権利付与は、成年とは別途に下限年齢が規定されている。
- 未成年者 - 満18歳未満（満17歳以下）の男女。民法改正前の2022年（令和4年）3月31日までは満20歳未満（満19歳以下）の男女であった[11][18]。
- 少年・少女 - 少年法第2条第1項の定義では20歳未満の男女[19]。児童福祉法第4条第1項の定義では小学校就学の始期から、満18歳に達するまでの男女[20]。
- 児童 - 児童福祉法第4条第1項の定義では満18歳に達するまでの者[20]。母子及び父子並びに寡婦福祉法第6条第3項の定義では満20歳に達するまでの者[21]。児童手当法第3条第1項や児童扶養手当法第3条第1項の定義では基本的に満18歳に達してから最初の3月31日を過ぎるまでの者[22][23]。児童の権利に関する条約第1条、児童買春、児童ポルノに係る行為等の規制及び処罰並びに児童の保護等に関する法律第2条第1項の定義では18歳未満の者[11]。労働基準法第56条の定義では満15歳に達してから最初の3月31日を過ぎるまでの者[11]。学校教育法第17条・第18条の定義では「学齢児童」とし満6歳になった翌日が属する学年の始まりから満12歳となった日が属する学年の終わりまでの期間にある子供[24]。道路交通法第14条第3項の定義では6歳以上13歳未満の者[11]。
- 小児 - 薬機法に基づく厚生労働省通知では7歳以上15歳未満の児[25]。
- 幼児 - 児童福祉法第4条第1項及び母子保健法第6条第3項の定義では満1歳以上就学前の者[11][20]。道路交通法第14条第3項の定義では6歳未満の者[11]。薬機法に基づく厚生労働省通知では1歳以上7歳未満の児[25]。
- 乳児 - 児童福祉法第4条第1項及び母子保健法第6条第2項の定義では生後1年未満の者[11][20]。薬機法に基づく厚生労働省通知では生後4週以上1歳未満の児[25]。
- 青少年 - 中学校卒業後20代前半くらいまでの男女（青少年保護育成条例の定義では18歳未満の男女）
- 青年 - 中学校卒業後20代後半くらいまでの男性（JICAの青年海外協力隊募集年齢では20歳から39歳まで）
- 婚姻適齢 - 民法第731条の定義では男性は18歳、女性は16歳から。ただし未成年者は父母の同意が必要（第753条）[11]。なお2022年4月1日以降は、男女とも18歳以降で、父母の同意は不要となる。
- 刑事未成年 - 刑法第41条の定義では14歳以上[11]。
- 年少者 - 労働基準法第57条、風俗営業等の規制及び業務の適正化等に関する法律第18条の定義では18歳未満の者[11]。
- 子ども - 国立国会図書館法第22条、独立行政法人国立青少年教育振興機構法第10条の定義ではおおむね18歳以下の者[11]。
- 新生児 - 母子保健法第6条第5項の定義では、生後28日を経過しない者[11]。薬機法に基づく厚生労働省通知では生後4週未満の児[25]。
- 勤労青少年 - 青少年の雇用の促進等に関する法律に基づく青少年雇用対策基本方針（平成28年厚生労働省告示第4号）ではおおむね35歳未満の者（おおむね45歳未満の者を対象とすることを妨げない）[11][26][27]。

また、人口統計学においては15歳未満の者を「子供」としており、総務省の人口統計でも15歳未満の人口を「年少人口」と定義している。

### 世界の定義・区分
国立国会図書館の調査によると、世界186か国中、成人となる年齢を18歳としている国は162にのぼる。これには、主要国首脳会議（G7）対象国全てが該当する。ただし、18歳成人は欧米諸国では1960-70年代に起こった若年層の活発な社会行動を反映して引き下げられたもので、イギリスでは1969年、ドイツやフランスでは1974年に定められた。一方、アジアやアフリカの開発途上国では事情が異なり、早い年齢で負わせられる徴兵の義務に対応して選挙等の権利を与えるために成人年齢が設定されたとの意見もある。
労働という観点から、国際労働機関 (ILO) は、就業が認められるための最低年齢に関する条約（ILO第138号条約）にて就業最低年齢をその労働内容に応じて3種類設定している。最低の年齢は、義務教育が修了する年齢とし、基本的には15歳と置くが、発展途上国では14歳とすることもできる。その一方で軽易な労働はもっと若い13歳（発展途上国では12歳）を最低年齢とする。逆に、危険な労働への就業年齢は18歳または適切な職業訓練を条件に16歳とする。なお、家庭内の農業や手伝い、アルバイトなどは対象外とする。

### イニシエーション
何かしらの儀礼を以って子供と大人を区分けする習慣があり、これらはイニシエーション（英：initiation、通過儀礼）の一つに上げられる。多くは試練や苦行、また身なりの変更などであった。
日本では元服もこれらの一つに相当したが、現在社会では廃れてしまっている。成人式も儀礼としては形骸化していると言えよう。
河合隼雄は「イニシエーションの欠如が問題になっている」と述べ、ピーターパン・シンドロームや心理社会的モラトリアム発生の一因とも考えられている。

## 歴史的概念

### 古代ギリシア
古代ギリシア時代のアレクサンドリアのフィロンが著した『世界の創造』の中には、エレジーの形式で書かれたソロンの子供観を載せた部分がある。これは、人の一生を7年刻みの段階で表した。男子の場合、身体が成熟する時期は第4の7年（22-28歳）、精神が成熟する時期は第6の7年（31-42歳）であり、これに満たない年齢は成年とはみなしていない。フィロンは、同じ7年刻みによるヒポクラテスの見解も採録しており、7歳以下は小児 (παιδιον)、14歳までは子供 (παις)、21歳までは少年 (μειρακιον)、28歳までを若者 (νεανισκος) と呼んだ。ただし、当時の子供を指す用語は、παις と τεκνον の2つが主流であったと考えられる。παις は子供以外にも「奴隷」や「同性愛者たち」など他の概念も指す広い用語で、その意味はインド・ヨーロッパ語系の「小さい」「重要ではない」が語源である。τεκνον は「生む」の τικτω から派生した単語である。例外はあるが、παις は子供と父親の、τεκνον は子供と母親の関係を元に作られた言葉と考えられる。そして概念的には、男子の場合は「デモス」（人民）登録以前、女子の場合は結婚前を「子供」と考えることが一般的だった。
プラトンやアリストテレスは、この7年段階での成熟を基礎に子供が大人になる時期を考察した。プラトンの『法律』や『政治学』では、結婚可能となる年齢を男性では30-35歳、女性は16-20歳に法律で定めるべきと論じられている。その根拠には、それぞれの性においてこの年齢時から生殖能力が充実するためであり、また男子の場合は父親が生殖限界となる70歳を迎え、相続に適するタイミングになる点を挙げた。アリストテレスは『動物誌』にて、人間の成長を7年刻みの説で人間の成長段階を表し、大人とはアテネの五百人評議会 (βουλη) に名を連ねて公職に就く資格を持つ者を指し、それ以前の段階では「想定上の」または「見習い」市民に過ぎないと述べた。そして『ニコマコス倫理学』の中で、子供と動物は自発的行動を取る事は可能だが節度に欠き、選択を行使することはできず、欲望や激情に左右される。そのため理性を持つ者に監視されなければならないと言った。

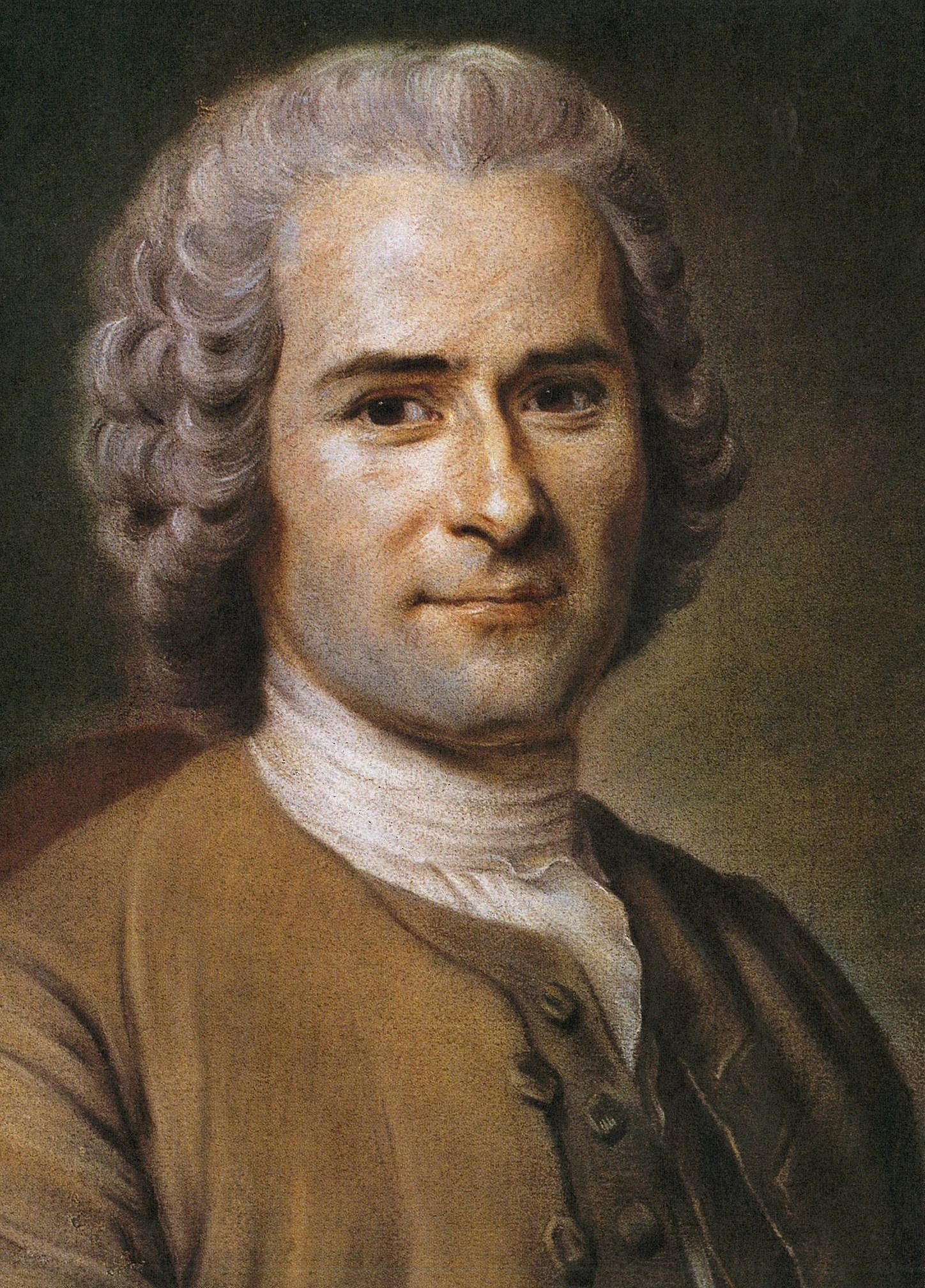
「子供の発見者」とも評されるジャン＝ジャック・ルソー。

### 子供という概念の形成
フランスの歴史学者フィリップ・アリエスが著書『〈子供〉の誕生』で述べたところによると、ヨーロッパでは中世に至るまで、「子供」という概念は存在しなかったという。年少時の死亡率が高い社会だったので、生まれ出ただけでは家族の一員とみなされなかった。やがてある程度の成長を遂げると、今度は徒弟や奉公など労働に勤しむようになり、「小さな大人」として扱われる。そのため、服装や娯楽等において成長した大人と区別される事は無く、性道徳に関しても何らかの配慮がされることも無かった。ただし、13世紀イギリスでは、宗教および法律の観点から、大人とは異なる子供の概念があったという主張もある。
ジャン＝ジャック・ルソーは1762年の著書『エミール』で展開した消極教育論において、子供を「小さな大人」と扱う事の非を説いた。彼は、誕生してから12歳になるまでの期間は、子供時代という能力と器官が内部的に発展する段階であると述べ、多く施される発展した能力や器官を利用する方法を教える教育（人間の教育）は逆効果であり、能力と器官を伸ばし完成させる教育（自然の教育）を行わなければならないと主張した。
成年ではない者としての子供という概念は、中世において男子に限り発生したが、女子については形成されなかった。幼児と成年の間としての子供観は、近世になってから確立された。16-17世紀頃から現れる家族意識の中で、家庭内などにおいて幼児は、その愛らしさから可愛がられる対象という視線が醸成された。また社会的にも、聖職者やモラリストらによる理性的な習俗を実現させようとするグループから、子供に対する配慮が生まれた。これらが18世紀頃には結びついて、社会は子供を「小さな大人」という見方から、庇護し、愛情を傾け、学校による教育を施してやらなければならない存在という風に認識が形成された。
この変貌は絵画の変遷を追うことで確認できる。16世紀、子供たちのイメージにはっきりした幼い見かけが現れ始める。17世紀後半からは、遊戯を愉しむ姿が描かれるようになる。玩具や児童文学が発展を見せたのも、この頃である。

### 家族の意味と教育の変化
アリエスは同書にて、子供に教育を施す主体の変化にも触れている。中世まで、子供は家庭から出されるか、家庭内でも労働を課せられ、見習い修行の中で一人前に成長した。それは、家族が共同体の一部という性格を強く持っていたためであり、実の親子関係を醸成するような環境ではなかった。これが近世になると、仕事・社交・私生活の分離が進み、ひとつの家屋の中で家族のみが生活をするようになる。ここでは共同体よりも家族という単位が重視され、その中で子供が占める位置が高まりを見せた。また、裕福な階層の子弟のために学校が作られるとともに、「教師」と「生徒」という区分がそのまま「大人」と「子供」の分離となった。学校は社会生活に必要な教育を施す通過点となり、学校を出れば「大人」、それまでは「子供」という区切りをつけるものになった。

### 日本
日本では、子供は親の所有物という感覚が強かった。子供は家を継ぐことが当たり前であり、親に絶対服従しなければならなかった。農村など貧しい家では、貧困に見舞われると身売りや奉公に出されたり、捨て子や間引きが行われたりした。
しかし、身売りや奉公、捨て子や間引きのような抑圧は、西欧の奴隷貿易のような1000万人規模までに発展しなかったため、子どもの権利を芽生えさせるまでには至らなかった。
一方で「七歳までは神のうち」といったともいい、当然両義的な意味を持つ言葉であるにしても、子供に対してある種の特権を与える社会的な決まりが、少なくとも中世頃からあったことも事実である。

### 子供に対する社会的態度
子供に向けられる社会的態度は、世界中の文化圏によって違いがあり、また時代によっても異なる。1988年にヨーロッパ諸国を対象に行われた調査では、イタリアは子供中心の傾向が強くオランダでは弱い。オーストリア、イギリス、アイルランド、西ドイツなど他の国々は中間的な位置を占めた。

## 子供の社会化

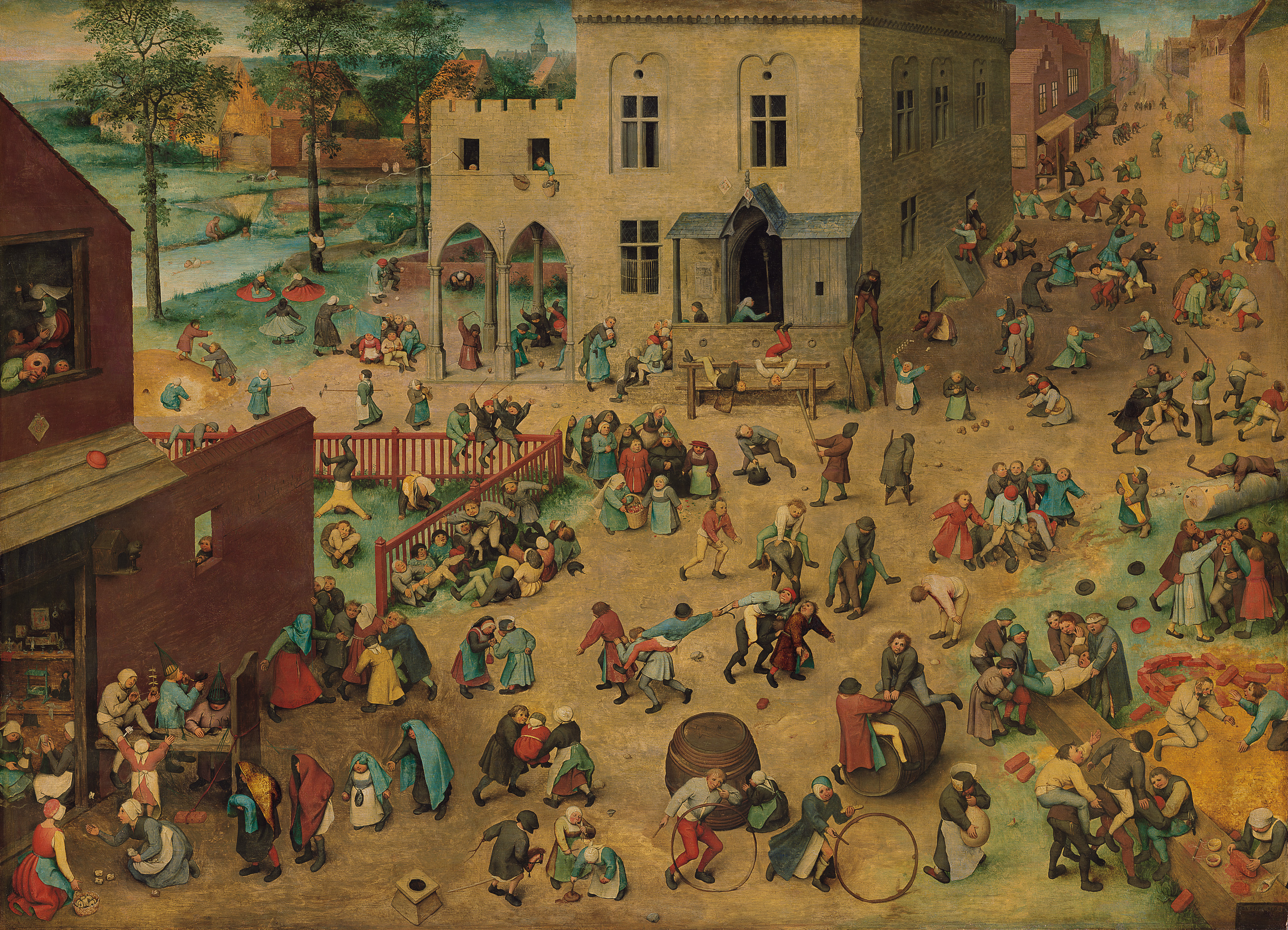
ピーテル・ブリューゲル『子供の遊戯』、1560年

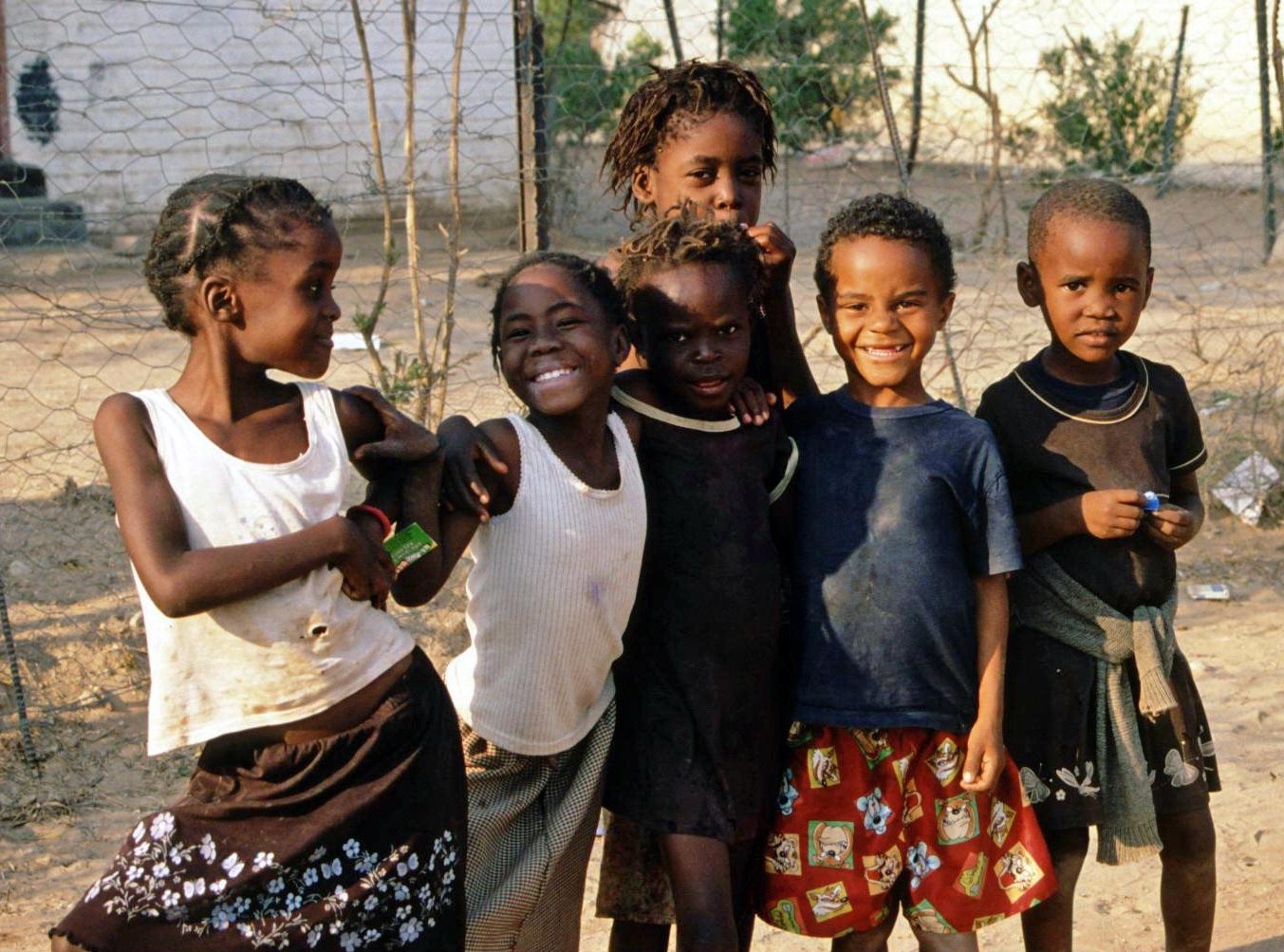
ナミビアの子供たち（2003年）

子供達は、年配の人たちよりも世界の未来について楽観的である傾向がある。

### 遊び
一般に「遊び」とは気晴らしであったり非生産的と捉えがちだが、これはあくまで大人の遊びに対するものであり、子供にとって遊びとは生活の中心にあり、特に幼児期には、生活の全てが遊びと言える。そして子供は遊びを通じて様々なことを学ぶ。1959年の児童権利宣言第7条には「児童は遊びおよびレクリエーションのための充分な機会を与えられる権利を有する。」と、子供にとって遊びが大切な要素である事を謳っている。
ヨハン・ホイジンガは、遊びを「自発的な行為・活動であり、規則を受け入れ従う中で、緊張や歓びを感じつつ行う行為」と定めた。子供は遊びの中で、規則を破って遊びそのものが破綻させないよう、自主・自立的に学習を重ねる。大人を模倣するようなごっこ遊びは社会生活への興味を喚起し、態度や性格を形成するとともに、演劇的性質を芸術的創造へ発展させる事もできるとも論じられる。

### 仲間の形成
すべての子供は成長・発達に伴い社交性を身につける。幼児やとても小さな子供はひとり遊びでも満足する。このような子供が他者との関わり合いを持つ最初の相手は養育者であり、多くの場合それは母親である。
もしそこに他の子供がいたら、ぶつかり合ったり排除しようとすることもあり得る。しかしやがて一緒に遊ぶようになり、共有や交流の中に楽しさを見出す。そして遊び相手も3人、4人と増え、仲間という集団を形成するようになる。子供に兄や姉がいる場合、彼らが初期の仲間関係をつくる相手となる。この兄弟姉妹関係は社会生活を通じて直面する競争や協同を経験する重要な役割を担う人間関係である。幼稚園に入園する頃には、子供たちは仲間の輪に加わり、集団での経験を楽しめるようになる。ここで子供は就学前教育を受け、さまざまな遊びを通して理解力や思考・創造力または問題解決力だけでなく、表現力や社会性・協調性も身につける。

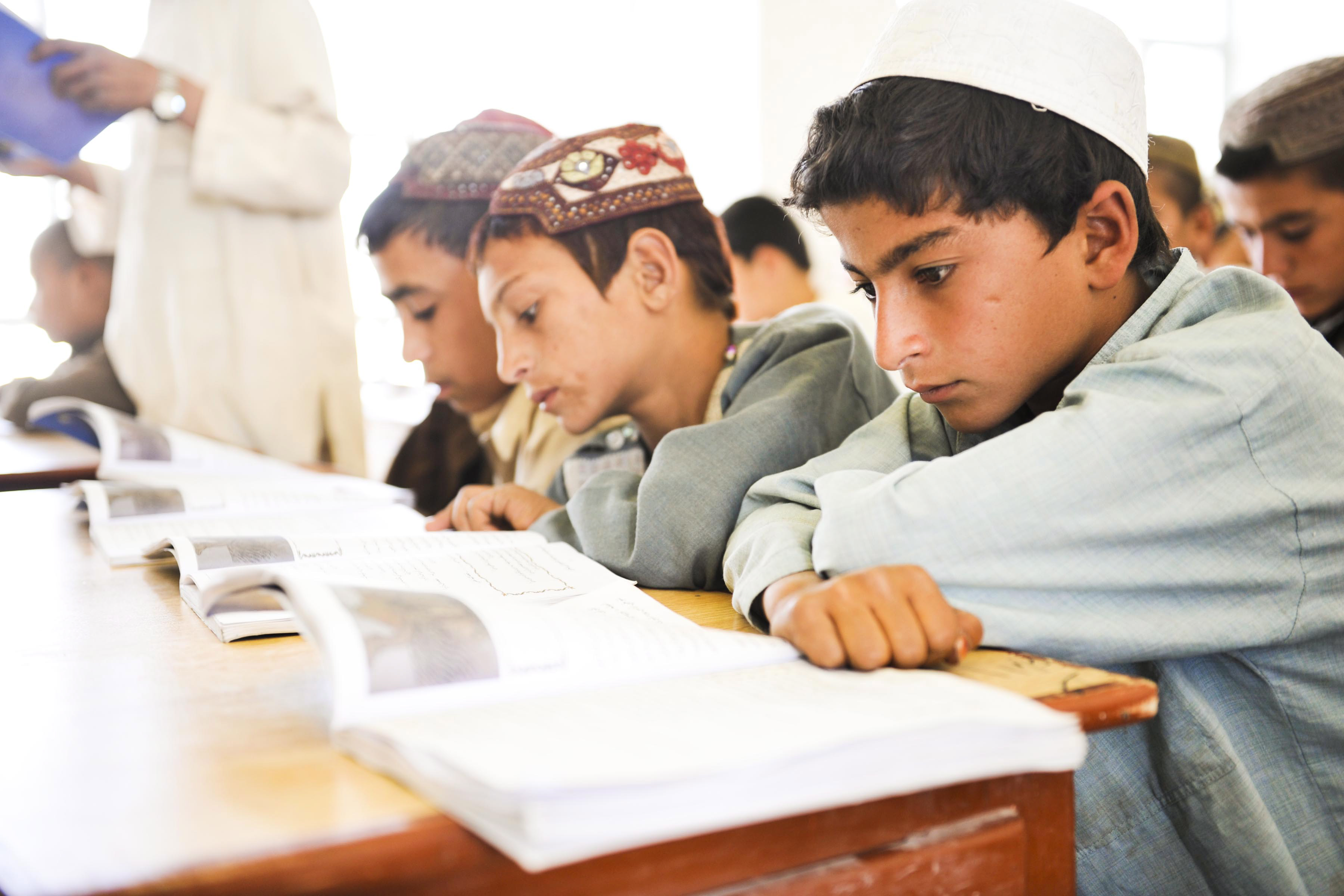
学校で学ぶ子供たち（アフガニスタン・2010年）

### 教育
多くの国で、一定の年齢に達した子供には義務教育が施される。
ここでは国家や社会の一員として必要最低限の言語・文化・規範を教わり、また個性・能力や人格形成の醸成を促す。
日本の教育では、学校教育法によって義務教育期間を満6歳から15歳（概ね、初等教育の小学校6年間と前期中等教育の中学校3年間の9年間）としており、モザンビークやモンゴルのような例外もあるが、その他多くの国でも6歳前後から9-10年間の教育制度を設定している。
注意欠陥・多動性障害 (ADHD) や学習障害のある子供たちには、社会技能を身につけるための訓練を行うために、特別な支援が求められる場合がある。ADHDの子供は良好な友人関係を築きにくい可能性がある。注意欠陥の子供は、周囲に存在する社交のきっかけをつかみにくく、経験を通した社会技能習得に難点を抱えている可能性がある。

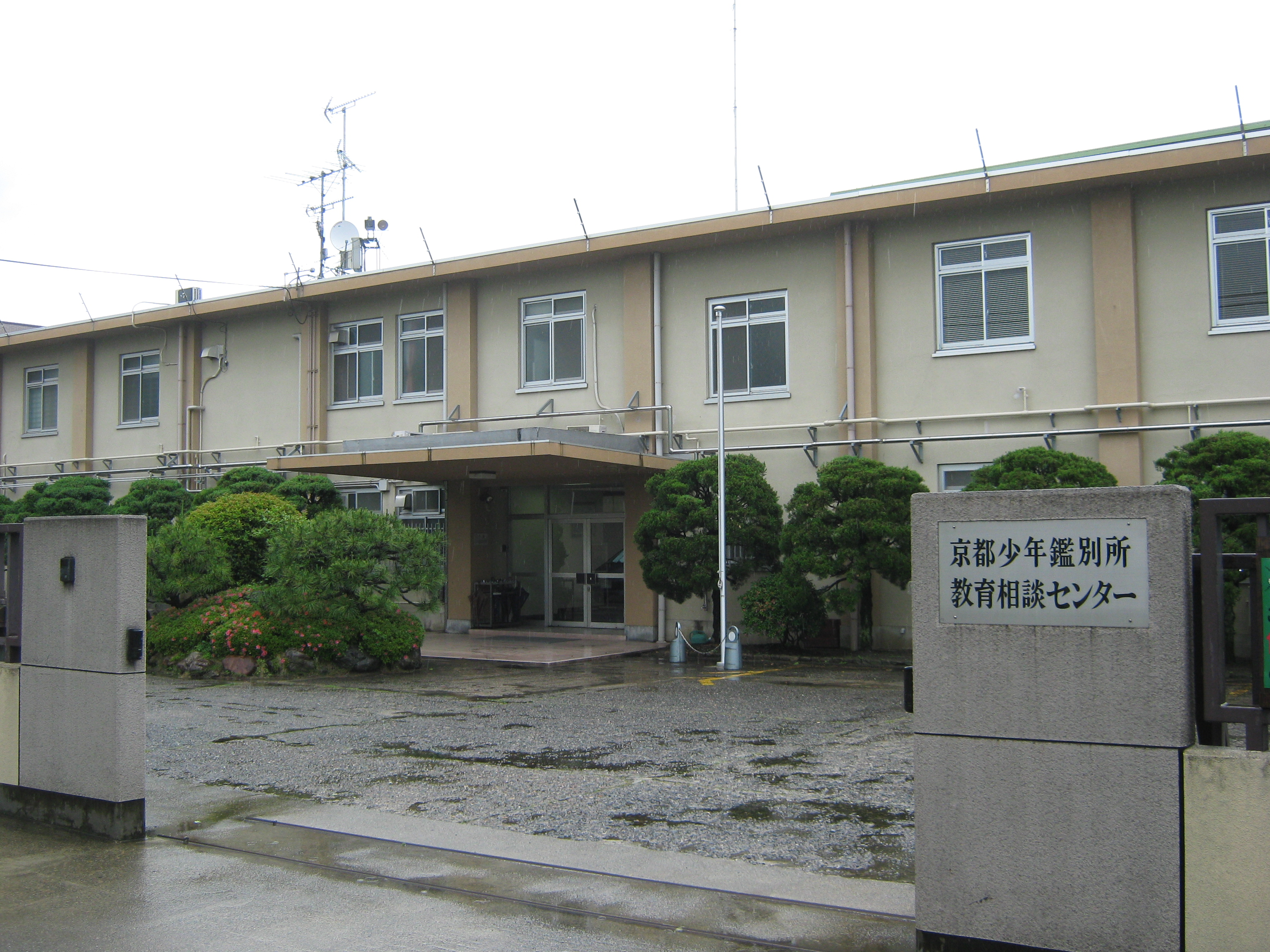
少年鑑別所（京都）

### 責任を持つ年齢
人間が、結婚や投票など社会的な約束事に対して責任を負うことができるようになると受け取られる年齢は時代とともに変化し、現在では法律が制定する問題となっている。古代ローマでは子供は罪を犯しても責任がないとみなされ、後にキリスト教会もこの位置づけを取り入れた。19世紀に入ると、犯罪に対する責任を持たない年齢は7歳未満とみなされ、7歳以上の人間は自分の行動に責任を負わされるようになった。つまり、7歳以上の人間が告発されれば、大人と同じ刑務所に送られ、鞭打ちや烙印、そして絞首刑などの刑罰が大人と何ら変わりなく執行された。現代では、カナダやアメリカ合衆国など多くの国で刑事責任を負う年齢は12歳以上とされるが、罪に問われた際には成人とは別の少年収容施設に収容することとしている例が多い。
ある調査によると、世界中の少なくとも25の国で義務教育を受ける子供の年齢を定めていない。そして、雇用や結婚の最低年齢もまちまちである。少なくとも125の国では、7 - 15歳の子供でも犯罪行為に対して裁判や収監を受けさせるようになっている。いくつかの国では、14 - 15歳まで就学するよう法律で定められているが、もっと若い時期から就労は認められている。子供の教育を受ける権利を脅かすものは、早婚や児童労働または監禁などである。スタンドフォード大学によると、人の前頭葉は25歳頃まで十分に発達しないため、長期的な責任ある決断を下すことが困難であるという。

## 子供の死亡率
1600年代のイギリスでは、2/3の子供は4歳未満で死去していたため、平均寿命は35歳前後にとどまっていた。これが劇的に改善され子供の生存率が伸びたのは産業革命期である。
人口健康専門家委員会 (population health experts) によると、1990年代に比べ乳幼児死亡率は急速に低下している。20年前と比較すると、アメリカでは5歳未満の子供の死亡者数が4.2%まで下がった。セルビアやマレーシアも死亡者数を7.0%まで減少させた。

## 子供と労働

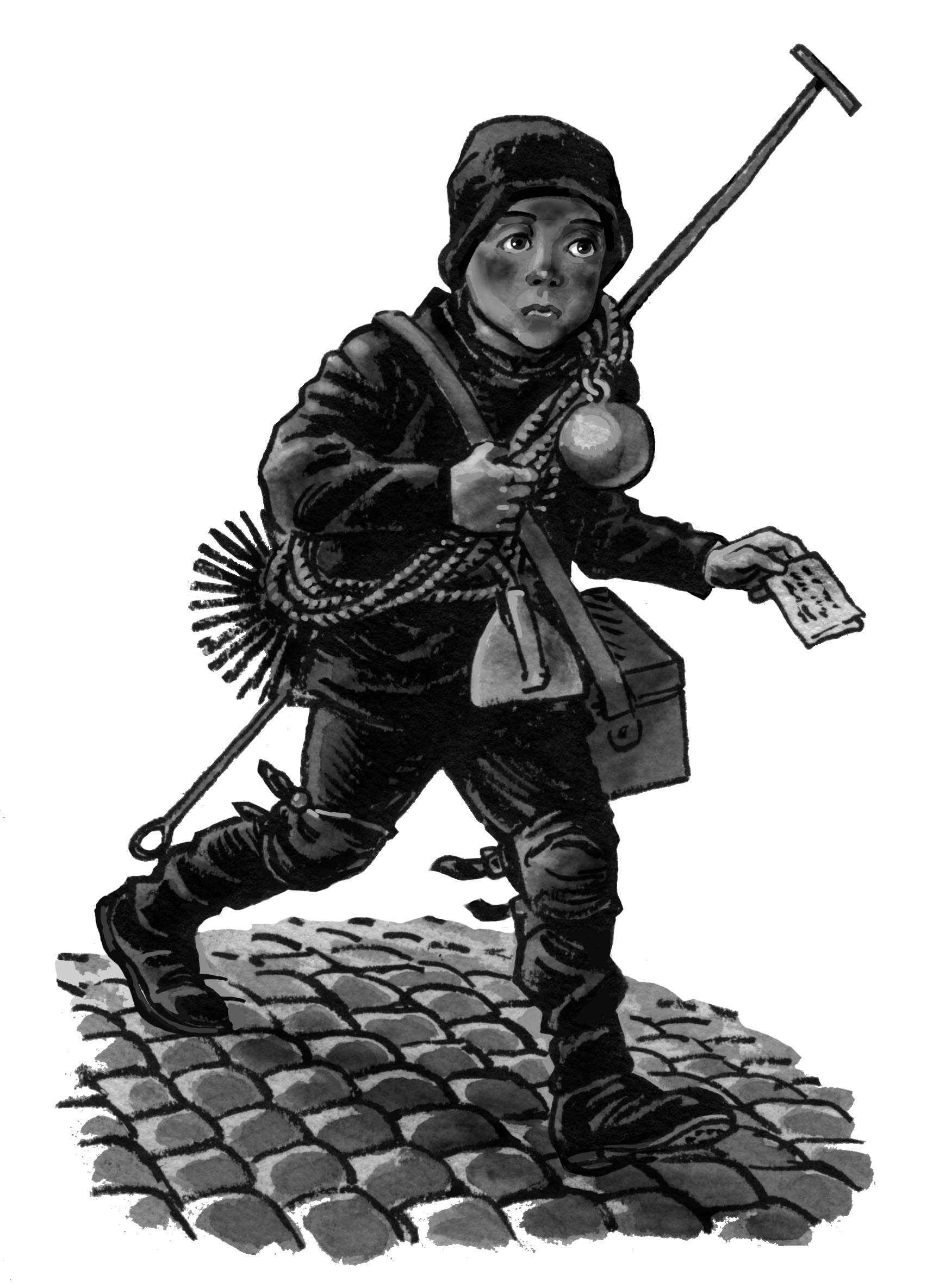
煙突掃除の少年。ウィリアム・ブレイクやチャールズ・ディケンズらが描いた煙突掃除の少年は、娼婦と並ぶ当時のイギリスにおける弱者の典型例だった。

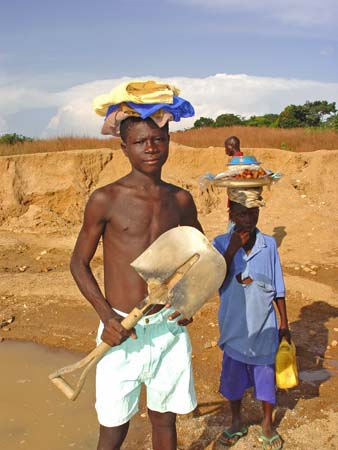
ダイヤモンド鉱山で働く子供たち（シエラレオネ）

### イギリス
児童労働が社会問題化され始めたのは、イギリスに始まる18-19世紀の産業革命期であった。未熟練労働者として低賃金で雇われ、粗末な住環境に置かれながら工場での長時間労働を強いられた子供たちの様子は、フリードリヒ・エンゲルスの『イギリスにおける労働者階級の状態』で触れられ、チャールズ・ディケンズの小説などでも描かれる。カール・マルクスも『資本論』の中で、4歳の工場労働者の存在に触れた。
イギリスでは1833年に工場法が制定され、子供の労働に制限が加えられたが、就労年齢9歳以上、労働は一日12時間以下という緩さだった。また、身体の小ささから危険で健康被害も懸念される煙突掃除のような過酷な労働にも使役された。
転機は、1870年に施行された小学教育令であり、13歳以下の子供を対象に義務教育が制定された事に始まる。これはすぐに成果を上げた訳ではなかったが、生産性向上と相まって20世紀前半には子供を搾取されがちな工場労働から近代的な教育を施す学校へ移す役割を果たした。

### 日本
日本で子供が工場労働を担うようになったのは、明治時代の富国強兵や殖産興業の元、製糸・織物業などを中心とした工業化が広がり始まった時期からとされる。その中で子供も一般的に雇用されたが、労働環境は大人よりも劣悪で、また不況時には解雇されるなど便利使いされていた。農工務省が纏めた1903年（明治36年）の「職工事情」第一巻には、単純作業の長時間労働が時に徹夜にまで至り、ろくな休憩も無く粉塵まみれになって働き続ける様子が報告された。横山源之助は大阪の工場を見て廻った記録を残したが、それによると15歳以下の少女が紡績分野で多く使われ、中には7・8歳の子供もいたという。既に1872年（明治5年）の学制はあったが、彼女らは満足な教育を受けていなかった。1916年（大正5年）に工場法が施行されたが、依然として長い就労制限時間や小規模事業所が適用除外になるなど充分なものではなかった。
20世紀に入ると、世界恐慌に端を発した不況と社会不安が子供にも襲い掛かり、親子心中、児童虐待や子殺し、児童労働環境の悪化や少年犯罪の増加が問題化した。また、乳児死亡率の高さや国際的な児童の公的保護の機運が高まった事もあり、1926年から全国児童保護事業会議が開催されて児童保護に向けた法整備が話し合われ、児童虐待防止法や各扶助法・託児所関連の法律、また不就学対応など児童保護法の成立に繋がった。

### 現状
国際労働機関 (ILO) が発表した2000年の統計によると、世界で児童労働をしている子供は2億4600万人。うち15歳未満は1億8600万人であった。ILOが第182号条約で定める、人身取引・債務奴隷・強制された少年兵・強制労働・買春・児童ポルノ・麻薬関連等の不正活動・路上で働くストリート・チルドレンなど無条件に最悪の労働に従事する子供は840万人にのぼる。この他にも、家事使用人に従事する子供の中には統計に現れにくい虐待や強制労働または児童性的虐待があるものと考えられている。

## 弱者としての子供

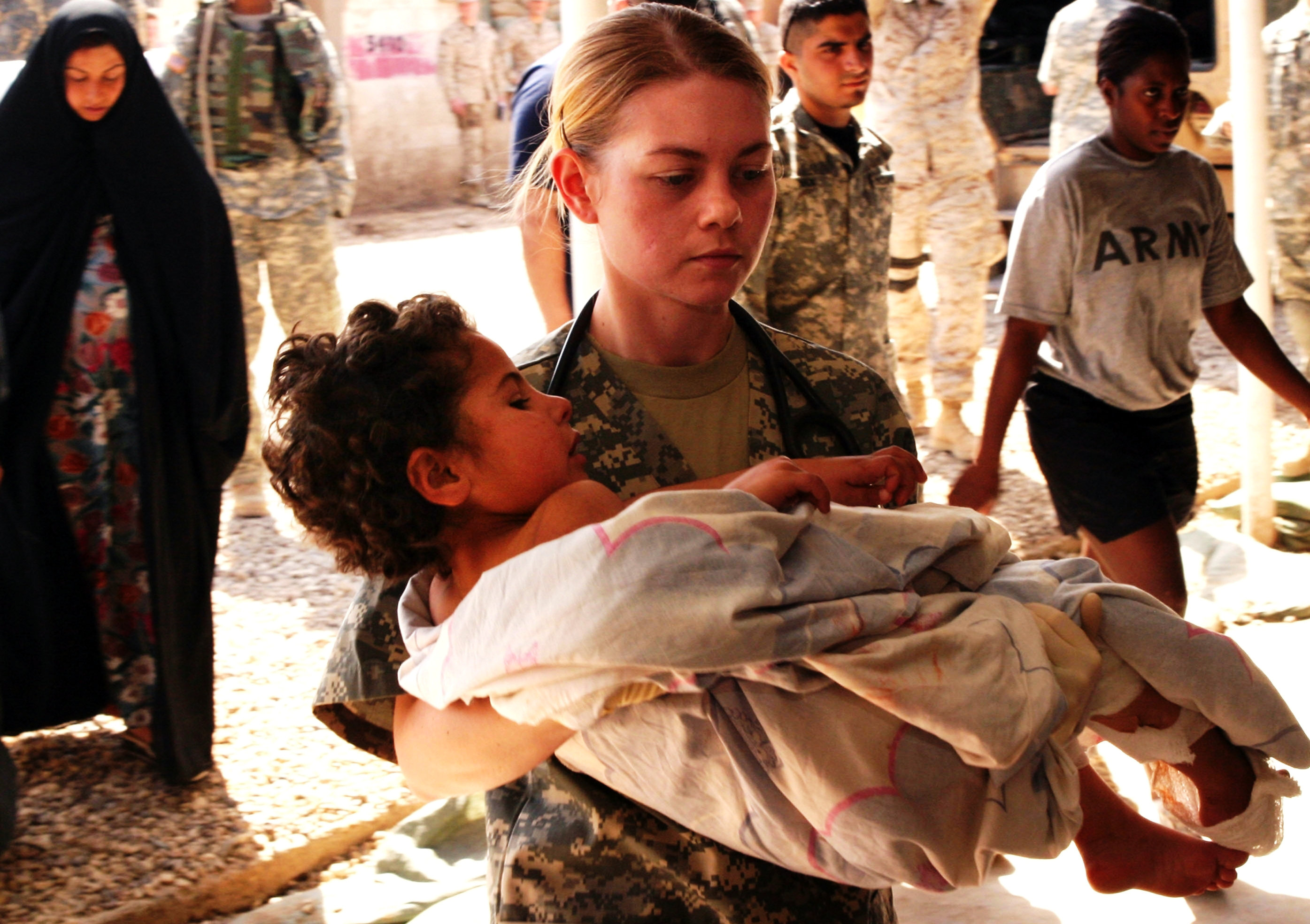
負傷した子供（イラク・2007年）

キャロル・コープは、「子供は35秒で騙される」と述べた。子供は一般に、思慮や判断力が成熟しておらず、感受性の強さから外的な刺激に対する抵抗力が身についていない。
この特性が、少年兵を生む要因になっている。集めやすい上、子供は教育や訓練に従順で、特定の思想を植えつけやすい。そのため少年兵は一般兵よりも命令に忠実で、残忍にもなる。地雷排除のために子供を歩かせた例もあった。また、武器の軽量化や敵に警戒心を抱かせにくい点を利用し、自爆テロのような「使い捨て」に利用される例も多い。子どもの権利条約やさまざまな国際条約では子供の徴兵を禁じているが、貧困や共同体崩壊等の理由もあり、地域紛争や内戦が多発する状態では実効性に乏しいのが現状である。

## 日本語における表記

### 漢字表記が定まるまでの歴史

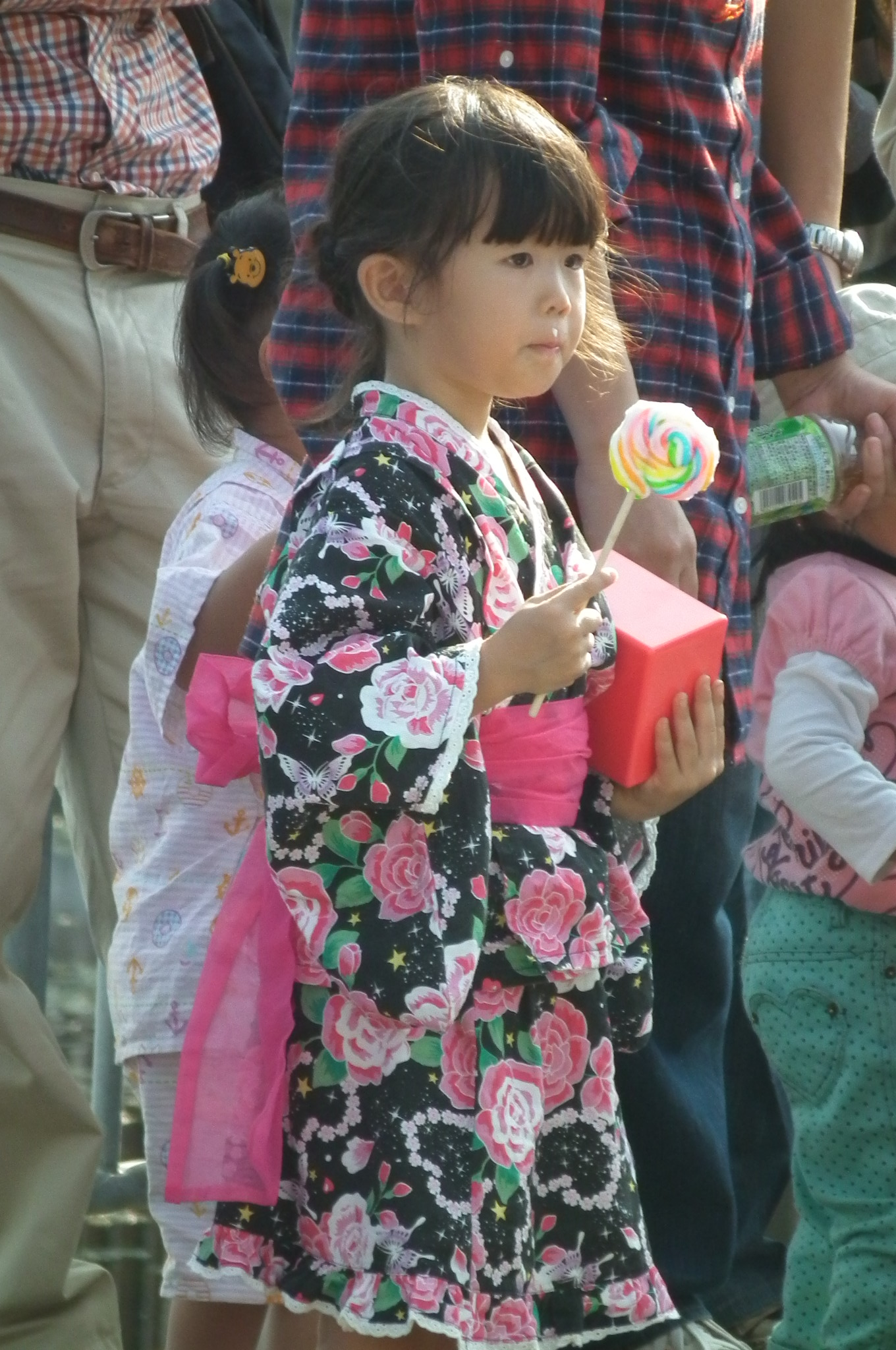
子供と浴衣、兵主神社例祭（2011年）

日本において「こども」という言葉が用いられたのは非常に古く、『万葉集』には山上憶良の「子等を思ふ歌」に「宇利渡米婆 胡藤母意母保由（瓜食めば、こども思ほゆ）」という表記がある。この当時は複数の「子」がいるさまを指して用いられていたが、江戸時代には一人でも「こども」と表現するようになっている。漢字表記では「子等」「児等」「子供」「小供」「子ども」「こども」等様々な表記があった。『日本国語大辞典』によれば、古くは「子等」が主流であったが、平安時代後期以降には「子共」の表記もみられるようになったとしている。明治時代以降は「子供」の表記に絞られるようになっていった。国語辞典編纂者の飯間浩明は、「こども」が単数を表すようになったため、複数をあらわす「共」では違和感が生まれた。そのため人偏をつけて「供」という字が用いられたとしている。

### 表記法を巡る論争
一方で第二次世界大戦以降は漢字の種類の表記揺れとは別に、様々な政治的立場や思惑、言葉の解釈などにより異なる表記法が提唱され、いずれの表記を使用するべきか、現代に至るまで論争が続いている。対象となっているのは、
- 全て漢字の「子供」
- 交ぜ書きの「子ども」
- 全て仮名の「こども」

の主に3種類の表記である。この内、「こども」という表記は漢字習得前の表記や、後述するこども家庭庁関連の用法があるが、強い反発が発生しているわけではない。
「子ども」表記は戦後に子供の権利を重視する動きによって主張され、広まってきた。日本子どもを守る会などでは「子供」の表記を否定し、「子ども」表記が適当であるとしこれを進める立場を取っている。1970年7月17日の家永教科書裁判における杉本判決では、「子ども」という表記が用いられていたが、日本子どもを守る会の金田茂郎事務局長はこれを喜んでいたという。
対して、一律に「子ども」という表記について書き換える動きなどに反発を示す立場もある。児童文学家の矢玉四郎は1990年代ごろから「子供は当て字であり、差別的な意味は全くない」、出版社が勝手に「子ども」に書き換えることが横行していると批判し、『子ども教の信者は目をさましましょう』という運動を展開していた。矢玉は「子ども」がひらがなと漢字の混ぜ書きであり、正統的な表記ではないとしたうえで、「子ども」は「ガキども」という複数形の表現につながるとしていた。
毎日新聞校閲センターは表記については「小供」は誤りではあるが、固有名詞ではない場合、「子供」「子ども」「こども」のどの表記を選ぶかは書き手の自由であるとしている。また、飯間浩明は「供」の字にまつわる差別的なイメージは「史実に基づいておらず、まったくの俗解」と断言した上で、一方「日本語は漢字と仮名の交ぜ書きが普通であり、『子ども』が美しくないとは、必ずしも言えません」と、「子ども」表記のより柔らかなイメージについても肯定している。また、日本児童文学者協会の理事長であった藤田のぼるは2024年、『「子ども」と書くか「こども」と書くか、あるいは「子供」と書くかを、何か踏み絵のようにして区別する、ということは絶対にあってはいけない』としてこのような議論に対する警戒を訴えた。一方で、「子供」表記の確認を行った文部科学省の訓令については「なにやらうさんくさい」とし、この件や「こども家庭庁」などで「子ども」表記が行われないことについては「そこまでして、「子ども」を避けたいですかね。それは、とても不自然なことのように、僕には思えます。」と述べている。
「子ども」表記を支持する立場からの意見
- 「供」という字はお供を意味し、大人に従属する存在である意味であるから望ましくない[78]。
- 「平仮名」を使ったほうが柔らかい印象を与える[78]。
- 子どもの「ども」は接尾語であり、供は当て字であるため平仮名のほうが適切である[81]。
- 「供」の字源が好ましくない[82]。

「子ども」表記推進派に対する意見
- 「子ども」は交ぜ書きであり、望ましくない[79][77]。
- 供が大人に従属するという意味というのは、歴史的に正しくない俗解である[77]。
- 「子ども」という表記は「子共」という侮蔑表現の隠れ蓑となりうる[79]。
- 当て字や字源が好ましくない字[注 3]は良い意味としても用いられており、字義が変遷していることを軽視するべきではない。「供」は「供え」「献ずる」という意味もあり、「お供」という意味だけを取り上げるのは恣意的である[82]。
- 『学習指導要領』は漢字の使用を定めており、小学校6年生以降の生徒と教育者は「子供」を使うべきである[84]。

#### 戦後の日本語改革とその影響
第二次世界大戦後にはアメリカ教育使節団が漢字の全廃を勧告したように、漢字表記は減少する傾向となった。1948年には国民の祝日に関する法律（昭和23年7月20日 法律第17号)が定められたが、これによって成立したこどもの日とその根拠となる文章には「こども」の表記が用いられている。
1950年には文部省が内規として『文部省刊行物表記の規準』を定めたが、この中では「こども」というかな表記が望ましいとしているが、「子供」「子ども」を用いても構わないとしている。一方でこの頃から「子ども」の表記を用いるべきであるという主張が行われるようになった。「子ども」の表記を用いるべきであるという主張が現れた。1952年4月には「日本子どもを守る会」が設立されたが、この際に副会長であった羽仁説子は「子ども」を用いるべきであると主張し、会の名前にも採用された。後年、羽仁は「人権をみとめる時代に『供』という字はいけない」と主張していたと回想している。同年に刊行された『岩波講座教育』7巻のタイトルでは、「日本の子ども」が用いられている。佐藤卓己は「子ども」表記の普及にとって決定的な出来事であったと評価している。「日本子どもを守る会」の創設に深く関わり、会員でもあった日本児童文学者協会においても、1950年代半ばごろから「子ども」という表記にほぼ統一されているとしている。
政府行政機関では原則として「子供」を採用してきた。昭和56年（1981年）度12月の「文部省用字用例集」では「こども」は「子供」表記であるとされている。また同年に内閣告示で定められた『常用漢字表』においても「供」の用例として「子供」があげられた。新聞・放送業界でも原則は「子供」を用いていたが、実際の記事では「子ども」「こども」を用いる事もあった。
一方で教育界では羽仁の説のように「供」の字が好ましくないとして「子ども」の表記を進める動きが広まった。小中学校の国語においては「子」は小学校1年生で、「供」は小学校6年生でそれぞれ読みを学ぶ漢字であり、小学校の5年生までは交ぜ書きの「子ども」表記であるが、『学習指導要領』にれば、6年生以降は「子供」を用い、文章の中で習熟していくことが求められる。しかし小学校6年生以降の教科書でも出版社によって「子供」「子ども」両方の表記が混在していた。平成17年（2005年）度版の中学3年生の検定教科書に収録されている魯迅の小説『故郷』では、学校図書、教育出版、光村図書が「子供」としているのに対して、東京書籍と三省堂は「子ども」と表記している。文部科学省（2001年に文部省から改組）においても「幼児」「児童」「生徒」を指して「子ども」という表記を行うことが一般的であるとされる状況となった。
1994年には「Convention on the Rights of the Child」という多国間条約を翻訳するにあたって、「子ども」とするべきか、「児童」とするべきかという論争が起こった。これ以降法曹界では「子ども」の表記が主流となった。2001年には「子どもの読書活動の推進に関する法律」（平成13年12月12日法律第154号）が成立した。同様に「子ども」の表記が使われた法律には、2001年の子どもの読書活動の推進に関する法律（平成十三年法律第百五十四号）、2009年の子ども・若者育成支援推進法（平成二十一年法律第七十一号）がある。ただし、法令内で言及される場合には「子供」の表記が使われることもある。また地方行政団体などでも「子ども」表記が行われることも増えた。

#### 2010年代以降の状況
2010年の『常用漢字表』告示では、『供』の用例として『子供』をあげることが引き続き行われている。2013年（平成25年）5月、文部科学省は省内で多用されてきた「子ども」の表記の経緯について調査。表記についての内規が存在しないことを確認した上で、文部科学大臣下村博文（第2次安倍内閣）は省内での表記を統一するよう指示した。協議の結果、「子供」表記は差別表現ではないとの判断が示され、6月下旬から公用文に用いられる表記を「子供」に統一した。
「子供」表記への統一は、当初あくまで公文書に限るとされていたが、2010年代以降はこれに倣って公文書以外でも「子供」表記が以前に比べて増加した。前述の国語の検定教科書においても、これまで積極的に「子ども」表記を採用していた東京書籍なども、小学校6年生以降の教科書において「子ども」と表記していた部分を「子供」に改めている。
新聞社など民間のメディアは一般に表記の統一を行なっておらず、新聞等では混在が見られ、同一の新聞の同日記事においても「子ども」「子供」が別々に使われることもある。毎日新聞の新聞記事における使用実態は2000年ごろ以降「子ども」表記が多数となったものの、2010年ごろ以降は再び「子供」表記が増え「子ども」と同数程度になった。ただし、同社による一般へのアンケートによれば、「子ども」表記を好む読者が63.3％、「子供」表記は25.4％に留まり、「子ども」が優勢である。多くのメディアが準拠している共同通信社の「記者ハンドブック 新聞用字用語集」第13版（2016年3月発行）では、「子供」「子ども」の両方が使われているとしながらも、「子ども」が多く使われているとしている。神戸新聞社のネットニュース版「まいどなニュース」が全国の地方紙にアンケートを実施したところ、多くの記者は「『子ども』の方が字面の印象が柔らかい（ので使用する）」と回答している。かたや岩波書店や日本教職員組合は、佐藤卓己によれば2013年時点で「子ども」で統一しているとしている。
2021年（令和3年）には丸山穂高衆議院議員が「子供」の表記に対する政府の見解について質問を行った。これを受けて当時の菅義偉内閣は、「「子供」の表記について差別表現」であるかについて同省において判断したことはなく、政府としてもこれについて判断したことはない。」としたほか、2013年の文部科学省訓令は「常用漢字表」に従うという原則を確認したに過ぎず、方針の転換が行われたわけではないと答弁している。
2023年4月に施行されたこども基本法（令和四年法律第七十七号）や新設されたこども家庭庁では、全てひらがなの「こども」で表記している。国務大臣の記者会見等の文章においても、同様に「こども」で表記されている。設立にあたっては準備局が各省庁に対し、特別な事情がない限り「こども」表記を行うよう通達を行っている。こども基本法で扱われる「こども」は、「心身の発達の過程にある者」と定義されている。末冨芳は「子供」は『子どもの権利条約（児童の権利に関する条約）』において18歳未満と定められているが、同庁で扱う「こども」は年齢で区切らない考えであり、「子ども」や「子供」とは異なる概念であるためであるとしてる。